# Феурешть (Молдова)
Феурешть (рум. Făurești) — село в складі муніципію Кишинів в Молдові. Входить до складу сектора Ришкани та до складу комуни, адміністративним центром якої є село Чореску.